# Бирюков, Евгений Николаевич
Евге́ний Никола́евич Бирюко́в (род. 19 апреля 1986, Касли, Челябинская область) — российский хоккеист, левый защитник; тренер. Чемпион мира 2012 года. Сыграл 1001 матч в КХЛ (823 в регулярных сезонах и 178 в плей-офф), занимает третье место по матчам в истории лиги после Вадима Шипачёва и Ильи Каблукова.

## Биография
Воспитанник магнитогорского «Металлурга», тренеры Сергей Зинов и Андрей Шаянов. Выступал в КХЛ за «Металлург» с 2005 по 2020 год. В общей сложности провёл за клуб 928 матчей, забросил 25 шайб и сделал 123 голевые передачи при 573 штрафных минутах.
8 мая 2020 подписал однолетний контракт с клубом «Салават Юлаев». 20 апреля 2021 года стало известно, что клуб продлил контракт ещё на один сезон. 28 апреля 2022 подписал очередной однолетний контракт. 10 апреля 2023 года продлил контракт  с ХК «Салават Юлаев», подписав однолетнее соглашение.
1 мая 2024 года объявил о завершении игровой карьеры в возрасте 38 лет.
2 мая 2024 года вошёл в тренерский штаб ХК «Салават Юлаев».
4 октября 2024 года вернулся в магнитогорский «Металлург» на должность спортивного директора.

## Достижения
- Чемпион России: 2007, 2014, 2016
- Чемпион мира: 2012
- Серебряный призёр чемпионата мира: 2015
- Двукратный Обладатель Кубка Гагарина: 2014, 2016
- Обладатель приза «За верность хоккею» имени Сергея Гимаева (2024 г.)[6]

## Статистика
| Легенда | Легенда                    | Легенда | Легенда                   | Легенда | Легенда    |
| ------- | -------------------------- | ------- | ------------------------- | ------- | ---------- |
| И       | Количество проведённых игр | Штр     | Штрафное время            | +/−     | Плюс-минус |
| Г       | Голы                       | П       | Голевые передачи          | О       | Очки       |
| -       | Статистика неизвестна      | —       | Статистика не учитывалась |         |            |